# Aura Elena Farfán
Aura Elena Farfán (Jutiapa, 2 de febrero de 1940) es una enfermera y activista guatemalteca defensora de los Derechos Humanos. Es especialmente conocida por ser fundadora del Grupo de Apoyo Mutuo GAM en 1984 y de la Asociación de Familiares Detenidos-Desaparecidos de Guatemala FAMDEGUA en 1992 dedicada al apoyo mujeres, madres, hermanas e hijas de personas que fueron detenidas y desaparecidas durante el conflicto armado interno. En 2015 fue reconocida por la revista estadounidense Time como una de las personas más influyentes de Guatemala.  

## Biografía
Nació en el departamento de Jutiapa, en el suroriente de Guatemala. Hija de Manuel Antonio Velásquez, que falleció cuando Aura Elena tenía 14 años y de Adela Farfán Izquierdo, era la mayor de cinco hermanos. En 1955 inició estudios de magisterio en el Instituto Normal Centro América (INCA) en ciudad de Guatemala, pero tuvo que abandonarlos en 1956 para atender necesidades familiares en Jutiapa. Posteriormente, con un grupo de 20 jóvenes originarias también de Jutiapa, obtuvo una beca para estudiar enfermería. Empezó a trabajar en el Hospital Nacional de Jutiapa, sin embargo debido a la difícil situación económica familiar regresó a la capital e inició a trabajar en el Hospital Roosevelt y posteriormente en otros hospitales como el Herrera LLerandi, donde trabajó con el doctor Rodolfo Herrera Llerandi.
A principios de los años ochenta regresó al hospital Roosevelt  donde pudo observar de cerca escenas de la represión que se estaba viviendo en el país dado que con frecuencia llegaban al hospital muchos heridos y fallecidos sin identificar. 
El 15 de mayo de 1984 fue su propio hermano Rubén Amílcar Farfán quien fue detenido y desaparecido. Desde entonces su búsqueda ha sido el impulso de su activismo sumando fuerzas con personas que se encontraban en situación similar.

## Activismo y lucha
Su principal lucha ha sido la búsqueda de su hermano Rubén Amílcar Farfán, estudiante de la Facultad de Humanidades de la Universidad de San Carlos de Guatemala (USAC), quien trabajaba en la Editorial de la Universidad de San Carlos y era miembro del Sindicato de Trabajadores de esa casa de estudio. Rubén Amílcar tenía 40 años de edad cuando fue detenido el 15 de mayo de 1984 y aún se desconoce su paradero. Desde ese momento Aura Elena comienza a involucrarse en la búsqueda de personas detenidas y desaparecidas y la lucha contra las violaciones a Derechos Humanos. 

### Detención de su hermano Rubén Amílcar
El día de su detención, Rubén Amílcar salió de su casa ubicada en la Colonia Primero de Julio de la ciudad de Guatemala (ahora pertenece al municipio de Mixco) y se dirigió a su trabajo en la Editorial de la Universidad de San Carlos de Guatemala.  La primera información que recibió la familia, a través de supuestos estudiantes que llegaron a su casa, acerca de su  detención fue que aproximadamente a las tres y media de la tarde se trasladó desde la Editorial a la Facultad de Humanidades, pero en el trayecto, hombres armados y vestidos de civil lo detuvieron, golpearon e introdujeron en un vehículo y se lo llevaron con rumbo desconocido.  Según los informantes, en esa acción intervinieron dos automóviles identificados con placas de circulación.
Según la investigación posteriormente realizada por Aura Elena, su hermano fue capturado en la 11 avenida y 12 calle de la zona 1, ciudad de Guatemala. Esta información pudo obtenerla a través de una compañera cercana a Rubén Amílcar, quien le explicó que él salió con ella de la Universidad a las tres de la tardea investigar sobre la desaparición de Carlos Cueva y Otto Illescas que ocurrió ese día por la mañana. Ambos subieron a un autobús, pero ella se bajó unas cuadras antes de la  calle donde supuestamente él fue capturado. 

"Salió de la casa a las 6 de la mañana el 15 de mayo de 1984 hacia la USAC donde trabajaba en la editorial, era miembro activo del sindicato y estudiante del último semestre de literatura, ya no regresó. En la tarde cuatro personas preguntaron por mi mamá, salí y me dijeron que eran compañeros de estudio y de trabajo de Rubén Amílcar y que lo habían capturado, lo golpearon y lo introdujeron en uno de los carros, no sabían con qué rumbo, fue un martirio muy grande y doloroso. Iniciamos la búsqueda, interpusimos varios recursos de exhibición personal, no nos daban razón, nos sentíamos moral y psíquicamente muy mal porque nos dábamos cuenta la saña con que eran torturadas las personas, tanto mujeres como hombres…"
Aura Elena Farfán 

En 1999 apareció públicamente un documento desclasificado conocido como el Diario Militar. En ese documento, el Ejército de Guatemala llevaba el registro de personas a las cuales debía controlar y capturar, estas personas eran consideradas comunistas por no estar de acuerdo con el sistema político guatemalteco de ese entonces.  Según el Diario Militar, Rubén Amílcar fue capturado el 15 de mayo de 1984 en la 9 calle y 12 avenida de la zona 1, de la ciudad  de Guatemala. Allí se detalla que puso resistencia y que le fue aplicada una rutina establecida con el "código 300", lo que significa que fue asesinado en el momento. Tras esta información la Familia Farfán presentó recursos de exhibición personal ante los tribunales de justicia, denuncias en la Policía Nacional y realizó búsquedas en hospitales, morgues y cárceles. Aura Elena Farfán se encontró con numerosas personas en la misma situación.

### Creación del Grupo de Apoyo Mutuo GAM
El Grupo de Apoyo Mutuo GAM se creó a partir de un grupo de personas, principalmente mujeres, que buscaban a sus familiares desaparecidos durante la represión en los años ochenta, cuando Aura Elena y otras cinco mujeres se encontraban casualmente en los mismos sitios de búsqueda: morgues, estaciones de la policía y hospitales.  El 16 de junio de 1984 convocaron la primera conferencia de prensa para hacer un llamamiento a todas las familias de personas detenidas y desaparecidas a sumarse al GAM; así fue creciendo el grupo hasta quedar integrardo por familias de todo el país.  
Aura Elena Farfán, mediante su activismo, ha participado en al menos 116 exhumaciones en diferentes comunidades del país. Las exhumaciones se han realizado en cementerios clandestinos en los departamentos de Quiché, Petén, Alta Verapaz y Baja Verapaz, ubicados por medio de las denuncias recibidas por sobrevivientes y familiares, tales son los casos de las Dos Erres en Petén y la zona militar número 21 de Cobán, Alta Verapaz. Muchas personas detenidas y desaparecidas han podido identificarse a través del ADN de sus familiares, a través del apoyo de la Fundación de Antropología Forense de Guatemala FAFG.

### FAMDEGUA
La Asociación de Familiares de Detenidos Desaparecidos de Guatemala FAMDEGUA se constituyó legalmente el 16 de junio de 1992, como una organización no gubernamental con el objetivo reunir a las personas que buscan a sus familiares detenidos y desaparecidos durante el Conflicto Armado Interno y acompañarlas en sus denuncias ante los tribunales de justicia.  FAMDEGUA también se ha constituido como querellante adhesivo en la denuncia penal de las masacres que se perpetraron durante los gobiernos de Fernando Romeo Lucas García, José Efraín Ríos Montt y Oscar Humberto Mejía Víctores.

### Caso Zona Militar n.º 21 de Cobán Alta Verapaz
FAMDEGUA también ha coordinado, en conjunto con el Ministerio Público y la Fundación de Antropología Forense de Guatemala (FAFG), el caso de la Base Militar n.º 21 de Cobán, Alta Verapaz (actualmente se encuentra allí el Comando Regional de Entrenamiento de Operaciones de Paz –CREOMPAZ- del Ejército de Guatemala), donde en el año 2012 se realizó la exhumación de 588 osamentas de personas desaparecidas, originarias de poblaciones Pocomchíes, Achíes y Q’eqchíes, distribuidas en 85 fosas clandestinas ubicadas dentro de dicha zona militar. Más de la mitad de las osamentas fueron encontradas con señales de tortura, la mayoría tenía vendados los ojos, mordazas en la boca y las manos amarradas con lazos sintéticos. El 6 de enero de 2016, catorce oficiales militares retirados fueron detenidos por los delitos de desapariciones forzadas y crímenes de lesa humanidad basándose en pruebas halladas en la exhumación realiza en la zona militar n.º 21.

### Caso de las Dos Erres
Este caso consistió en la exhumación de 273 víctimas, hombres, mujeres y más de cien niños menores de 12 años, enterradas dentro de un pozo de agua ubicado en una comunidad conocida como el parcelamiento de las Dos Erres, en el municipio de la Libertad, Petén. Dicha exhumación se realizó entre los años 1994 y 1995, con el apoyo de antropólogos argentinos, quienes realizaron la exhumación de las osamentas. El caso de la masacre de las Dos Erres, ocurrida entre el 6 y 8 de diciembre de 1982, fue el primero de su tipo en pasar a un proceso penal donde se logró la condena histórica de cuatro kaibiles (soldados de élite) y un teniente del Ejército de Guatemala por delitos relacionados con las masacres y desaparición forzada.

### Propuesta de Ley 35-90
El Grupo de Trabajo contra la Desaparición Forzada de Guatemala conformado por el Centro Internacional para Investigaciones en Derechos Humanos – CIIDH -, Comisión de Derechos Humanos de Guatemala – CDHG -, Grupo de Apoyo Mutuo – GAM -, Asociación de Familiares de Detenidos y Desaparecidos de Guatemala – FAMDEGUA - y la Fundación de Antropología Forense de Guatemala – FAFG- ha estado impulsando la creación de una ley que facilite la creación de una comisión nacional para la búsqueda de personas víctimas de desaparición forzada y otras formas de desaparición que funcione por un período de quince años a partir de su fundación. Esta iniciativa jurídica conocida como Propuesta de Ley 3590 fue presentada al Congreso de la República en el año de 2006 y cuenta con dos dictámenes favorables, el de la Comisión de Finanzas Públicas y Moneda y el de la Comisión de Legislación y Puntos Constitucionales.

## Premios y recocimientos
- En  2007, Aura Elena Farfán recibió la orden Monseñor Juan José Gerardi Conedera, premio que otorga la Oficina de Derechos Humanos del Arzobispado de Guatemala ODHAG,  en reconocimiento al trabajo realizado por Aura Elena en la búsqueda de personas detenidas y desaparecidas durante el Conflicto Armado Interno, por el apoyo a los familiares de personas detenidas y desaparecidas y por su  incansable trabajo en la identificación y exhumación de víctimas en cementerios clandestinos en los diferentes departamentos de Guatemala.

- En 2010, la Secretaría de la Paz, en el acto de cambio de la Rosa de la paz, rindió un homenaje a Aura Elena por su incansable lucha en la búsqueda de verdad y justicia, al reconocer  su trabajo realizado a favor de las personas detenidas y desaparecidas y por su compromiso con el pueblo de Guatemala y especialmente con las familias víctimas de desaparición forzada.[8]

- En el 2015 fue reconocida, por la revista Times, como una de los 100 personajes más influyentes de ese año a nivel mundial. La revista Time, hizo público un perfil de cada una de las personas reconocidas.[9]  Aura Elena expresó lo siguiente al momento de pedirle su opinión acerca del trabajo que realiza y que le valió ese reconocimiento: "No es solo a mi hermano al que estoy buscando, sino a todos los guatemaltecos, hombres, mujeres, niños y niñas que han desaparecido".[10][11]

- El 2 de febrero de 2016, fue nominada para recibir el Premio Nobel de la Paz 2016, por el trabajo que ha realizado a través de su lucha incansable por la justicia de todas las personas cuyos derechos humanos fundamentales han sido violados a raíz de la represión durante el Conflicto Armado Interno en Guatemala.